# Wetterauer Grafenverein
Der Wetterauer Grafenverein, auch Wetterauisches Reichsgrafenkollegium oder Wetterauische Grafenbank genannt, war ein Zusammenschluss gräflicher Häuser aus dem Bereich der Wetterau, des Westerwaldes und benachbarter Gebiete. Er entstand im späten Mittelalter und bestand formal bis zum Ende des Heiligen Römischen Reiches (1806).

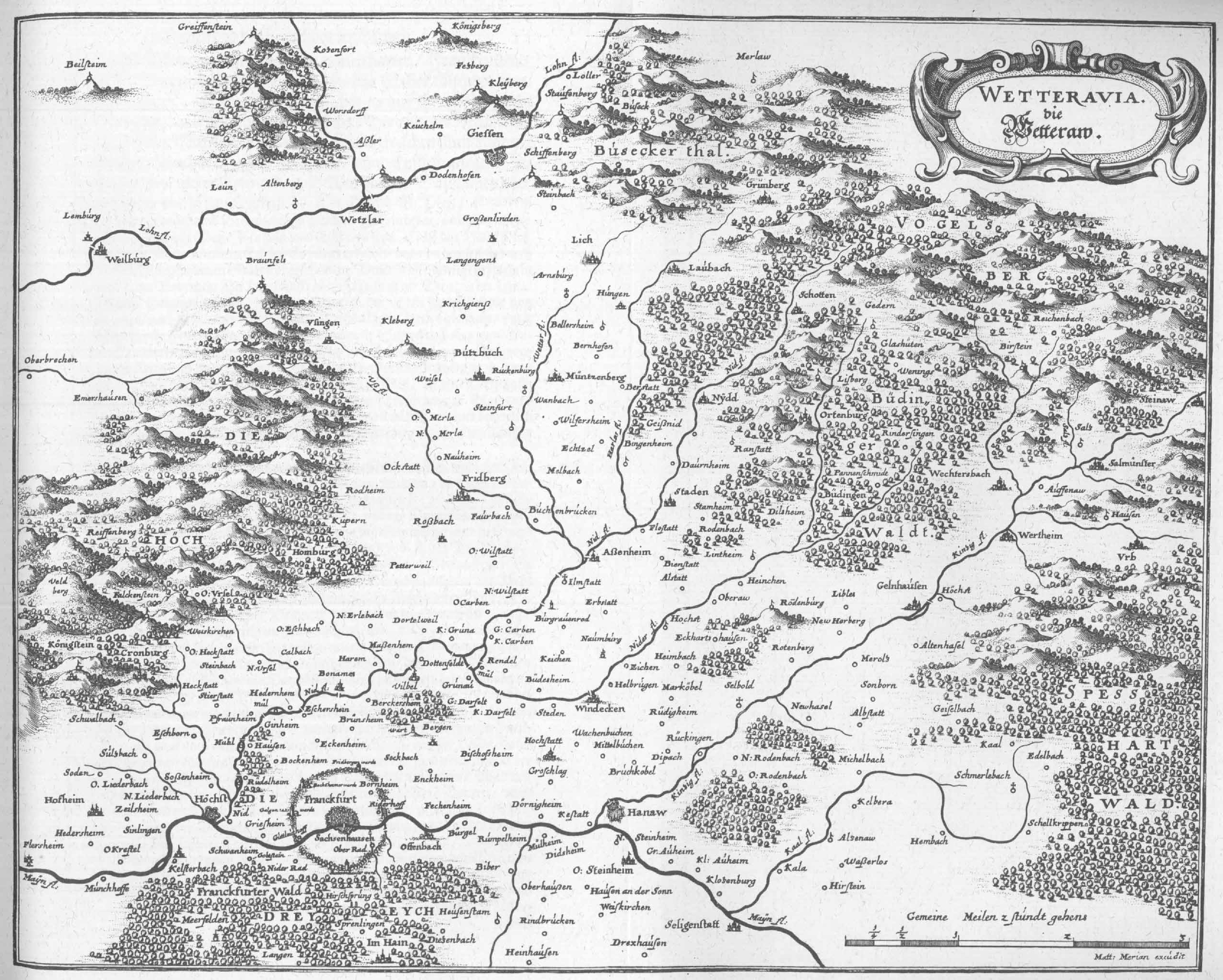
Die Wetterau nach Matthäus Merian (Topographia Hassiae)

## Voraussetzungen
Der Raum der Wetterau war bis in staufische Zeit und danach einerseits geprägt von königlichen Rechten und Besitz, andererseits von einer Vielzahl entstehender kleinräumiger gräflicher, ritterschaftlicher und städtischer Territorien.
Mit dem Ende der Staufer im Reich und mit dem Aussterben der Münzenberger 1255 traten die unterschiedlichen politischen Kräfte der Wetterau deutlicher hervor, vor allem die großen Familien derer von Hanau, Eppstein, Falkenstein und Isenburg-Büdingen. Daneben bestanden die Friedberger Burgmannschaft, die Burgmannschaft in der Pfalz Gelnhausen, niederadelige Verbände, die Freigerichte (insbesondere Kaichen) und die Städte Friedberg, Frankfurt, Wetzlar und Gelnhausen. Wegen einer fehlenden Hegemoniemacht, der Lage des Gebiets zunächst im Spannungsfeld zwischen der Landgrafschaft Hessen und dem Erzbistum Mainz und später in dem Bereich, auf den sich hessische Hegemoniebestrebungen bezogen, konnte das Königtum seinen gestaltenden Einfluss als Bündnispartner der Wetterauer Grafen lange erhalten. Dem dienten auch die bis 1419 nachweisbaren Landvögte, deren „Zuständigkeitsbereich“ aber südlich und westlich weiter ausgriff als der spätere Wetterauer Grafenverein. Die Landvögte stammten in der Regel aus den führenden Familien der Region und nutzten ihre Stellung auch, um eigene territoriale Interessen durchzusetzen.
Die spätmittelalterliche Landfriedenspolitik führte zunächst zu gemischtständischen Einungen von Rittern, Herren und Grafen der Wetterau. Diese Einungen stifteten regionale Identität, die selbst bei zunehmender sozialer Abgrenzung der Stände Bestand hatte. Vier stabilisierende Elemente lassen sich im Übergang von Mittelalter zu Neuzeit in der Wetterau ausmachen:
- Die vier Reichsstädte, von denen letztendlich aber nur Frankfurt auf die Dauer Bedeutung zukam;
- ein Verbund von Rittern und weiteren Adeligen, die sich in den Burgmannschaften der Burg Friedberg und der Pfalz von Gelnhausen konzentrierten;
- eine Reihe von Ganerbschaften (Reifenberg, Kronberg, Falkenstein, Lindheim, Dorheim, Staden), z. T. personenidentisch mit der vorgenannten Gruppe und
- der Wetterauer Grafenverein, zunächst ebenfalls zumindest teilweise unter Einschluss der bereits in den Ganerbenschaften und Burgmannschaften organisierten Familien.

## Geschichte

### Anfänge
Der Wetterauer Grafenverein entstand 1422 als Nachfolgeorganisation der Landvogtei und der Landfriedenseinungen. Auslöser war wohl ein Konflikt, ausgelöst durch Expansionsversuche der Landgrafschaft Hessen gegen die Grafen von Katzenelnbogen und anderen Herren und Grafen der Region. Zu dem Wetterauer Grafenverein gehörten anfangs
- Grafen
  - Katzenelnbogen (1479 erloschen)
  - Nassau-Weilburg
  - Nassau-Dillenburg (erst 1436 beigetreten)
  - Rieneck
  - Solms
  - Ziegenhain (1450 erloschen)
  - Wertheim
- Herren
  - Eppstein
  - Isenburg
  - Hanau

Obwohl damit erstmals alle Grafen und Herren im Raum zwischen Rhein und Vogelsberg, Main und Rothaargebirge versuchten, eine gemeinsame politische Organisation zu schaffen, blieb deren Randbereich – sowohl territorial als auch hinsichtlich der Zuständigkeiten – verschwommen. Weder der verfassungsrechtliche Status des Zusammenschlusses noch die Grenzen der einzelnen Herrschaftsbereiche waren exakt festgelegt.
Als 1479 Katzenelnbogen erlosch und das Territorium an die Landgrafschaft Hessen fiel, übernahm Nassau die Führung im Wetterauer Grafenverein. 1495 wurde der Bund von Nassau, Solms und Hanau (die seit 1429 ebenfalls den Grafentitel besaßen) erneuert und durch den Beitritt der Ganerbschaften Reifenberg, Kronberg, Falkenstein, Lindheim, Dorheim und Staden verstärkt. Die Familien aus den Ganerbenschaften verließen den Verein allerdings bald wieder und organisierten sich selbständig im mittelrheinischen Kanton der Reichsritterschaft. Ebenfalls 1495 erhielt der Wetterauer Grafenverein auf dem Reichstag von Worms die Reichsstandschaft und eine Kuriatstimme im Reichsfürstenrat. Ab 1512 entsandte er auf Reichstage regelmäßig einen Vertreter.

### Zweite Phase: 1525–1575

#### Innere Organisation
Spätestens um 1525 kristallisierte sich eine weithin geschlossene Region gräflicher Territorien in Wetterau und Westerwald heraus. Alle Mitglieder erreichten den Status der Reichsunmittelbarkeit. 1540 wurde eine ständige Geschäftsführung eingerichtet, 1565 der Bund erneuert durch
- Nassau
- Solms
- Grafen von Hanau-Münzenberg
- Grafen von Hanau-Lichtenberg (für das Amt Babenhausen)
- Wittgenstein
- Sayn
- Stolberg-Königstein
- Isenburg-Ronneburg
- Leiningen-Westerburg
- Wied

Im Innern stießen die Grafen, die seit der Mitte des 16. Jahrhunderts den Ausbau ihrer Territorien zu mehr Staatlichkeit anstrebten, überall an die Grenzen des politisch Machbaren. Die geringe Größe der eigenen Herrschaftsbereiche, Geleits- und Zollrechte benachbarter Fürsten, Lehnsabhängigkeiten und der im Vergleich zu Fürsten niedere ständische Status stellten unüberwindliche Schwellen dar, um aus den gräflichen Herrschaftsbereichen vollwertige Staaten zu formen. Da der gräfliche territoriale Staat so ein unerfüllter Traum blieb, sollte der Wetterauer Grafenverein die Defizite durch gemeinsames Auftreten ausgleichen. Er ermöglichte die schnelle Regulierung internen Streits und ein koordiniertes Vorgehen gegen auswärtige, gegen die gräfliche Obrigkeit gerichtete Eingriffe Dritter. Der Verbund stiftete und erhielt einen einheitlichen Polizei-, Münz-, Wirtschafts- und Rechtsraum (Solmser Landrecht). Die dazu erlassenen Ordnungen des Grafenvereins wurden durch die Grafen in ihren Grafschaften im eigenen Namen verkündet (ebenso wie die auf Grafen-, Reichs- oder Kreistagen beschlossenen Regelungen). Das war ein wichtiger Ausdruck der obrigkeitlichen Rechte des einzelnen Grafen im eigenen Territorium, denn Friedenssicherung war ein Ausweis landesherrlicher Macht.
Der Wetterauer Grafenverein behauptete sich im 16. Jahrhundert angesichts der Territorienbildung der Landgrafen von Hessen als wichtigste Ordnungskraft in der Wetterau. Dies geschah zunächst in enger Bindung an die Habsburger (auch bei allen nach 1517 auftretenden konfessionellen Unterschieden).

#### Reformation
In der Reformation nutzten die Grafen den reformatorischen Ansatz zunächst, um Geistliche zu besteuern. Erst in den dreißiger Jahren wurden die entstehenden Landeskirchen mit Hilfe einzelner Kirchenordnungen neu strukturiert. Und erst unmittelbar vor dem Schmalkaldischen Krieg gab der Wetterauer Grafenverein seinen konfessionsneutralen Kurs zu Gunsten eines deutlichen Bekenntnisses für die Augsburger Konfession auf.
Die Kriegsvorbereitungen Kaiser Karls V. zwangen die Grafen, sich wenigstens verbal der vermeintlich stärkeren evangelischen Gruppierung anzuschließen, denn Landgraf Philipp von Hessen, der eigentliche Gegenspieler des Kaisers, war ihr unmittelbarer Nachbar. Während des Krieges blieben die Grafen neutral und zögerten 1547 sehr lange, bevor sie sich zu Unterstützung des siegreichen Kaisers entschlossen. Dessen Bundespläne lehnten sie ab und das Augsburger Interim vollzogen sie – wie fast alle evangelischen Stände – nur formal und hinderten in der Praxis seine Umsetzung.

### Dritte Phase: zwischen 1576 und dem Dreißigjährigen Krieg

#### Innere Organisation
1576 wurde die Organisation des Wetterauer Grafenvereins grundlegend reformiert. Ein Korrespondenzvertrag legte fest, dass die Grafen einen der ihren, jährlich wechselnd, zum „Ausschreibenden“ wählten, der die Funktion eines Sprechers und Repräsentanten des Vereins wahrnahm. Er bestimmte Termin und Ort der Versammlungen und legte die Tagesordnung fest. Dadurch bestimmte er Entscheidungen wesentlich vor, denn Delegierte der Grafen konnten nur zu den vom Ausschreibenden vorher übermittelten Punkten instruiert werden.

#### Zweite Reformation
Für die Nachfolger Karls V., die sich auf die Türkenabwehr im Osten konzentrierten, spielten die Wetterauer Grafen keine große politische Rolle mehr. Ab dem Reichstag zu Augsburg von 1566 orientierten sich die Grafen daher mehr und mehr in Richtung einer regionalen Vormacht, der Kurpfalz, um das Gegengewicht gegen Hessen weiter zu gewährleisten. Dies galt auch religionspolitisch. Die Pfalz war reformiert, die Grafen wurden es in den folgenden Jahren auch – zumal deren führende Köpfe am Heidelberger Hof Spitzenpositionen einnahmen. Sie gewannen dadurch wieder an Bedeutung, da sie den Augsburger Religionsfrieden, der ja nur Lutheraner und Römisch-Katholische berücksichtigte, offen infrage stellten. Innenpolitisch war diese Zweite Reformation für die Grafen interessant, weil der neue, reformierte Klerus, im Gegensatz zu den lutherischen Pfarrern, keinen Rückhalt in der Bevölkerung hatte und damit völlig vom Landesherren abhängig war. Gleichwohl konnte der Konfessionswechsel der Untertanen auf dem Grundsatz „cuius regio, eius religio“ relativ problemlos durchgesetzt werden.
Auf der anderen Seite gingen mit dem Aussterben der Grafen von Königstein und der Grafen von Rieneck deren Gebiete weitgehend an das Erzbistum Mainz verloren. Weiter wurde eine Reihe von Grafenhäusern dadurch geschwächt, dass ihnen nach der Reformation der Zugang zu geistlichen Pfründen verwehrt war und sie zur Versorgung nachgeborener Söhne Landesteilungen durchführen mussten. Dies erschütterte das Sozialsystem der Grafenfamilien und konnte nur zum Teil dadurch ausgeglichen werden, dass für nachgeborene Söhne Gouverneurs- oder Militärstellen aufgetan werden konnten.
Die Versuche, das politische System des Reiches umzukrempeln, evangelisch zu bleiben und wieder an geistliche Pfründen zu gelangen, schlug gänzlich fehlt. Sowohl bei ihrer Unterstützung des Reformationsversuchs des Kölner Erzbischofs Gebhard I. von Waldburg, bei dem Versuch die Generalstaaten für ihre politischen Ziele einzuspannen als auch im Straßburger Kapitelstreit erlitten die Grafen herbe Niederlagen. Andererseits war der Wetterauer Grafenverein so konsolidiert, dass er, als 1605 mit der Grafschaft Nassau-Wiesbaden das Territorium eines Dritten Mitglieds des Grafenvereins an das Erzbistum Mainz zu fallen drohte, die Drohung mit einer Mobilisierung der „Landesdefension“ ausreichte, den Erzbischof von seinem Annexionsversuch abzuhalten.
Die intensiven Bemühungen der Nassau-Dillenburger im letzten Viertel des 16. Jahrhunderts, führende calvinistische Adlige in den niederrheinischen Herzogtümern zu einer Übernahme der Regierung zu bewegen, schlugen zwar fehl. doch leisteten sie in Verbindung mit anderen Wetterauer Grafen und Landgraf Moritz von Hessen-Kassel einen wesentlichen Beitrag zum Übertritt der Hohenzollern 1610/13 zum Calvinismus. Deren Erbanspruch auf Jülich-Kleve-Berg, durch die eine calvinistische Landbrücke zwischen den Wetterauer Grafschaften und den Vereinigten Niederlanden geschaffen werden sollte, konnte allerdings militärisch gegen die katholischen Mächte nur teilweise durchgesetzt werden.

#### Dreißigjähriger Krieg
Die engere Anbindung an die Kurpfalz bedeutete aber für die Grafschaft auch, dass sie nach dem Abenteuer des Kurfürsten Friedrich V. als Winterkönig von Böhmen unmittelbar in die Wirren des Dreißigjährigen Krieges hineingezogen wurden. Die gräflichen Territorien waren zu klein, um sich wirksam wehren zu können. Die Miliz aus ausgewählten, zweckdienlich ausgerüsteten und bewaffneten Untertanen war den nun vorherrschenden Söldnerheeren völlig unterlegen. Heerstraßen führten mitten durch die Wetterau. So bekamen die gräflichen Ländchen die volle Wucht der Kriegsereignisse ab. Sie waren am Ende des Krieges so ausgeblutet, dass sogar die beiden Wetterauer Gesandten auf dem Friedenskongress von Münster und Osnabrück wegen Geldmangel abgezogen werden mussten. Gleichwohl erreichten die Grafen ihre wichtigsten Ziele: Alle Mitglieder des Wetterauer Grafenvereins erhielten ihren Besitz weitgehend zurück und das reformierte Bekenntnis wurde reichsrechtlich anerkannt. Auch der Regensburger Reichstag konnte zunächst nicht beschickt werden, was andere Grafen nutzten, sich der Wetterauer Kuriatsstimme zu bemächtigten.

### Spätzeit
Die Vielschichtigkeit der Herrschaft in der Wetterau erhielt sich – trotz des Bedeutungsverlustes des Grafenvereins im 17. Jahrhundert – mit einigen Wandlungen bis zur Mediatisierung am Ende des alten Reiches. Formal wurde der Wetterauer Grafenverein 1652 erneuert. Er befasste sich fortan hauptsächlich mit der Vertretung im Reichstag, bildete aber auch weiter ein gemeinsames Forum für Rechts-, Polizei- und Wirtschaftsangelegenheiten, die sich im Rahmen der einzelnen kleinen Grafschaft nicht erfolgversprechend umsetzen ließen.
Mit den neu gefürsteten Nassauern verlor er aber sein langjähriges Zentrum, und die Westerwälder Grafen fielen aus, da sie fortan zum neu gebildeten Westfälischen Grafenverein zählten.
Die Wetterauer Kuriatsstimme auf dem Reichstag konnte nicht gänzlich zurückgewonnen werden. Einige sächsische und evangelische Grafen (so die Schönburger) aus anderen Gebieten des Reiches blieben daran beteiligt.
Wichtiger Einschnitt war der Eintritt des Landgrafen von Hessen, des ursprünglichen Gegners, in den Grafenverein, als er nach dem Tod des letzten Grafen aus dem Haus Hanau, Johann Reinhard III., 1736 dessen Erbe in der Grafschaft Hanau-Münzenberg antrat.
So verlor der Wetterauer Grafenverein nach dem Dreißigjährigen Krieg zusehends seine regionale Identität. Mit der Mediatisierung am Ende des alten Reiches fielen weite Teile der Wetterau an das Großherzogtum Hessen-Darmstadt und bildeten später dessen Provinz Oberhessen.

## Verfassung
Im Wetterauer Grafenverein waren im Laufe seines mehrhundertjährigen Bestandes etwa 20 gräfliche Linien vertreten. Außer den bereits genannten zählten dazu zeitweise:
- Nassau-Saarbrücken
- Nassau-Wiesbaden
- Waldeck
- Hatzfeld (nach dem Dreißigjährigen Krieg)
- Holzappel (nach dem Dreißigjährigen Krieg)
- Ortenburg (ab 1662 oder 1698)

Im Laufe der Zeit nahm der ursprüngliche Charakter der Grafentage als Versammlung der regierenden Grafen ab. Die Sitzungen wurden zunehmend mit sachkompetenten Räten beschickt, was die Arbeit professionalisierte. Insbesondere die Außenvertretung der Korporation wurde eine Domäne erfahrener Juristen. Aber auch für die interne Entscheidungsfindung und Organisation des Grafenvereins spielten sie seit Mitte des 16. Jahrhunderts eine zentrale Rolle.
Seit einer Organisationsreform 1576 wechselte der Vorsitz jährlich zwischen den Mitgliedern. Dem ausschreibenden Grafen. beigegeben war ein Ausschuss aus vier weiteren Grafen. Zwei Räte und ein Sekretär aus dem Personalbestand einzelner Mitglieder nahmen gegen einen festen Sold „nebenamtlich“ die Aufgaben der zentralen Kanzlei wahr. Der Versuch, in Friedberg eine solche Kanzlei auch örtlich verankert einzurichten, scheiterte jedoch – wie so viele Projekte des Vereins – an mangelnder Zahlungsmoral der Mitglieder. Diese ließ sich auch nicht beheben, da die Korporation gegenüber ihren Mitgliedern keine einsetzbaren und wirksamen Zwangsmittel in der Hand hielt. Die Höhe der von den einzelnen Mitgliedern zu zahlenden Umlage für die Geschäftskosten und für Projekte führte immer wieder zu Streit, begründet wohl auch in extrem unterschiedlichem Zuschnitt und wirtschaftlicher Leistungsfähigkeit der einzelnen Grafschaften.
Die meisten Mitglieder gehörten zum Oberrheinischen, einige allerdings auch zum Westfälischen Kreis.

## Politik nach innen
Die Korporation der Grafen konzentrierte sich nach innen auf die Wahrung des Friedens, nach heutiger Terminologie: auf die Aufrechterhaltung von Sicherheit und Ordnung und auf gemeinsame Rechts- und Wirtschaftspolitik.
Einsatzraum für das militärische Landesaufgebot, später die „Landesdefensionstruppen“, war immer das Gesamtgebiet des Grafenvereins.

## Reichs- und Außenpolitik
Die Korporation der Grafen war weiter wichtig, um fremde Eingriffe in ihrem Einflussbereich auszuschalten, notfalls auch durch die militärische Abwehr von Angriffen.
Bei allen gemeinsamen Aktionen im Rahmen der Außenvertretung der Wetterauer Grafen galt, dass ihr Status als individuelle Obrigkeit in ihrem eigenen Territorium möglichst wenig beeinträchtigt werden durfte. Nur gemeinsam wahrnehmbare Positionen in den reichsständischen Gremien erwiesen sich jedoch als einigendes Moment zwischen den Korporationsmitgliedern. Dabei war der Reichstag das mit Abstand wichtigste Forum, um Vorstellungen und Ziele gegenüber den anderen Mächten zu verdeutlichen, auch wenn der direkte Einfluss auf die Entscheidungsfindung gering blieb, obwohl der Wetterauer Grafenverein im Reichsfürstenrat des Reichstags eine Kuriatsstimme sowie als Korporation die Reichsstandschaft erlangte. Aber die bloße Anwesenheit der Grafen auf den Reichstagen sicherte ihnen ein Mindestmaß an Information und ermöglichte es, unliebsamen Entwicklungen frühzeitig gegenzusteuern. Zudem dokumentierte ihre Kuriatsstimme auf dem Reichstag ihren Anspruch auf prinzipielle Gleichrangigkeit mit den Fürsten. Die frühzeitige Integration der Wetterauer Grafen als Korporation in dem sich formierenden Reichstag als dem zentralen Forum des sich zunehmend territorial organisierenden Reichs war mithin die größte Barriere gegenüber den fürstlichen Mediatisierungsversuchen.
Während die Reichstagsstimme – in der Aufrufordnung des Reichsfürstenrats hatte die Wetterauische Grafenbank # 96 inne – unstrittig war, gelang es den Grafen nicht, an den Deputationstagen oder an der Präsentation der Beisitzer des Reichskammergerichts beteiligt zu werden. Auch auf den Kreistagen, in denen jeder Graf eine eigene Stimme besaß, blieb der Einfluss des Wetterauer Grafenvereins gering.

## Bewertung
Die Zwitterstellung des Wetterauer Grafenvereins zwischen Korporation und Interessen der Einzelmitglieder hat in der wissenschaftlichen Diskussion dazu geführt, ihn sogar als „kooperativ organisierten Staat“ zu bewerten. Das aber ist vermutlich überzogen. Die Attribute, die einen Staat ausmachen, waren denn doch nicht stark genug ausgeprägt. Der Verband wirkte allerdings nach außen stark genug, um nach innen – dort allerdings auf der Ebene der einzelnen Grafschaften – ausreichend Freiraum zu schaffen, um diese nach fürstlichem Vorbild zu konsolidieren und intensivierte frühstaatliche Eingriffe in die Freiheiten der Untertanen abzusichern, denn dabei mussten die Grafen mit sehr starkem Widerstand im Innern rechnen. Verzichteten sie aber auf diese Anpassung an die sich ausbildende territoriale Struktur des Reiches, fielen sie hoffnungslos hinter die Fürsten zurück und erhöhten das Risiko, von diesen mediatisiert zu werden. Der Grafenverein musste sich also nach außen „staatlich“ geben, konnte und durfte sich aber in diese Richtung nicht weiterentwickeln, weil das die Obrigkeitsrechte seiner Mitglieder beeinträchtigt hätte.

## Zitat
Je tiefer wir in das bunte Römische Reich hineingeraten, um so geblümter wird die Statistik, so daß wir, politisch gesehen, wirklich nicht mehr recht wissen, wo wir uns befinden und wozu der Flecken gehört, auf dem wir gehen. Darmstadt, Hanau, Solms, Burggrafschaft, Kurmainz und Pütter-weiß-wie-viele Regierungen spielen hier in einem solchen Durcheinander Blindekuh, dass man glauben sollte, dieser Teil von Deutschland wäre einmal kaputtgegangen und in aller Eile auf gut Glück wieder zusammengekleistert worden. Ich danke dem Himmel, dass diese meine Reise nicht statistisch ist und dass ich mich also nicht darum kümmern brauche, ob Peter oder Paul hier etwas zu sagen haben. Was am meisten darunter leidet, sind unsere Wagen und unsere Schuhe; denn die Wege scheinen ebenso wenig wie wir zu wissen, wer sie instand halten müsste, und in dieser Ungewissheit werden sie immer schlechter.

## Die Mitglieder des Wetterauischen Reichsgrafenkollegiums 1792

### Zusammensetzung
1. Hanau-Münzenberg (Landgraf von Hessen-Kassel, „beschicken den Reichstag nicht mehr, seit 1741“)
2. Hanau-Lichtenberg (Landgraf von Hessen-Darmstadt, „beschicken den Reichstag nicht mehr, seit 1741“)
3. Nassau-Usingen („reaccedirt seit 1771“)
4. Nassau-Weilburg („reaccedirt seit 1771“)
5. Nassau-Saarbrücken („reaccedirt seit 1771“)
6. Solms-Braunfels
7. Solms-Hohensolms-Lich
8. Solms-Rödelheim
9. Solms-Laubach (Isenburg-Birstein und Solms-Laubach waren gemeinsam Direktoren des Wetterauischen Reichsgrafenkollegiums)
10. Isenburg-Birstein (Isenburg-Birstein und Solms-Laubach waren gemeinsam Direktoren des Wetterauischen Reichsgrafenkollegiums)
11. Isenburg-Büdingen, Isenburg-Meerholz, Isenburg-Wächtersbach (unierte Häuser, mit einer Stimme)
12. Stolberg-Gedern und Ortenberg (Gedern und Ortenberg berechtigten nach Moser und Gebhardi zu 2 Stimmen; die für Ortenberg gebührt danach Stolberg-Roßla)
13. Stolberg-Wernigerode (wegen Wernigerode; zum Obersächsischen Reichskreis)
14. Stolberg-Stolberg (wegen Stolberg)
15. Sayn-Wittgenstein-Berleburg
16. Sayn-Wittgenstein-Wittgenstein
17. Wild- und Rheingraf zu Grumbach
18. Wild- und Rheingraf zu Rheingrafenstein
19. Beide Rheingrafen (wegen Dhaun)
20. Leiningen-Hardenburg
21. Leiningen-Heidesheim und Leiningen-Guntersblum
22. Leiningen-Westerburg-Grünstadt oder ältere Christophische Linie
23. Leiningen-Westerburg-Westerburg oder jüngere Georgische Linie
24. Reußen von Plauen (5 regierende Herren: Greiz, Schleiz, Gera, Ebersdorf, Lobenstein; zum Obersächsischen Reichskreis)
25. Schönburg (3 Herren: Waldenburg, Hinterglauchau, Penig; zum Obersächsischen Reichskreis)
26. Ortenburg (zum Bayerischen Reichskreis)
27. Kriechingen (seit 1765 Fürst zu Wied-Runkel)
28. Waldeck (Der Fürst von Waldeck – wegen Waldeck – hatte sich abgesondert)
29. Kurmainz (Kurmainz – wegen der Grafschaft Königstein – hatte sich abgesondert)
30. Kolb von Wartenberg (Wartenberg war 1738 ausgeschlossen worden)

--. Berg (1609 erloschen)
--. Fleckenstein (1720 erloschen)
--. Hatzfeld (1769 erloschen)
--. Mansfeld (1780 erloschen)

### Wappen

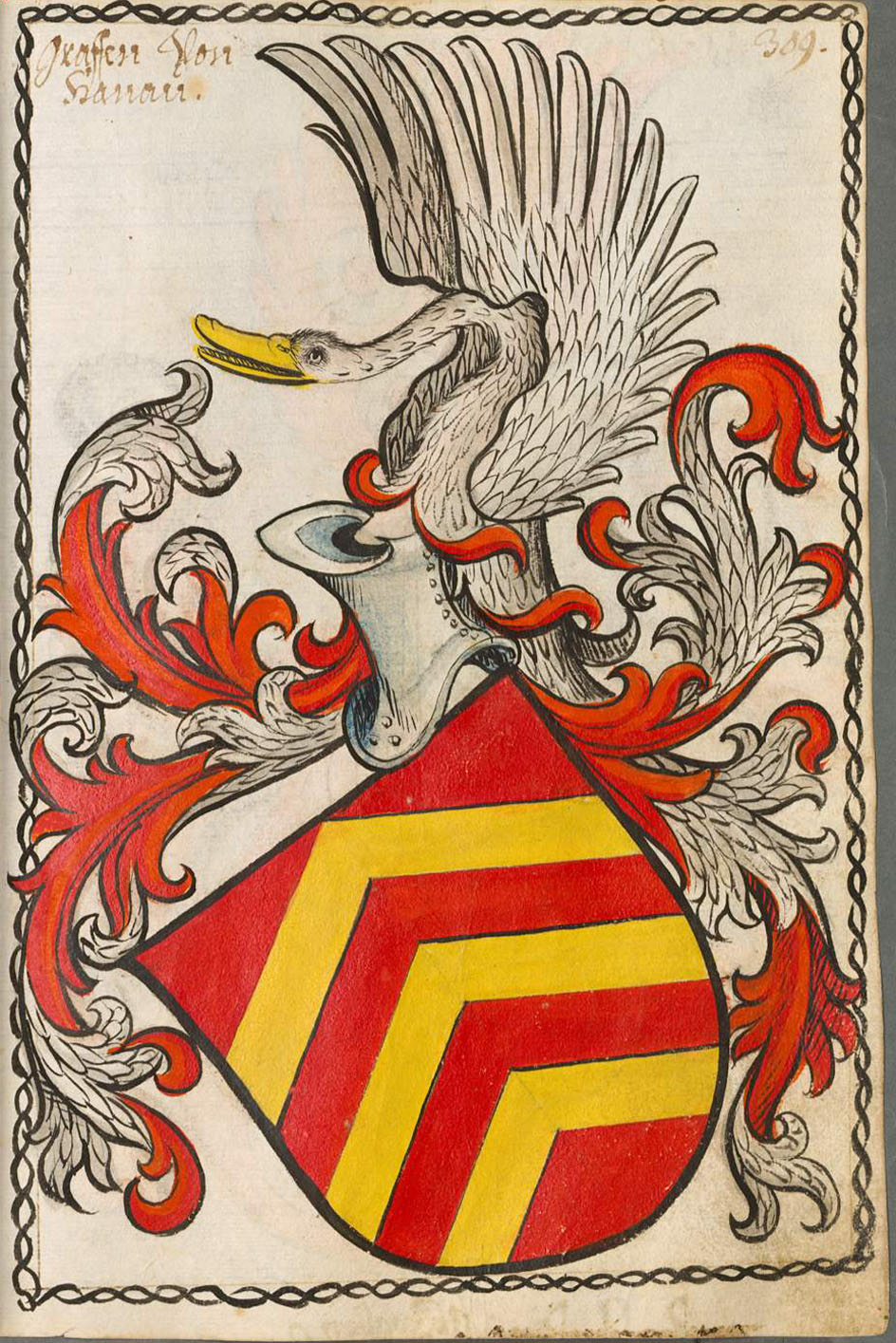
Hanau
Nassau
Solms
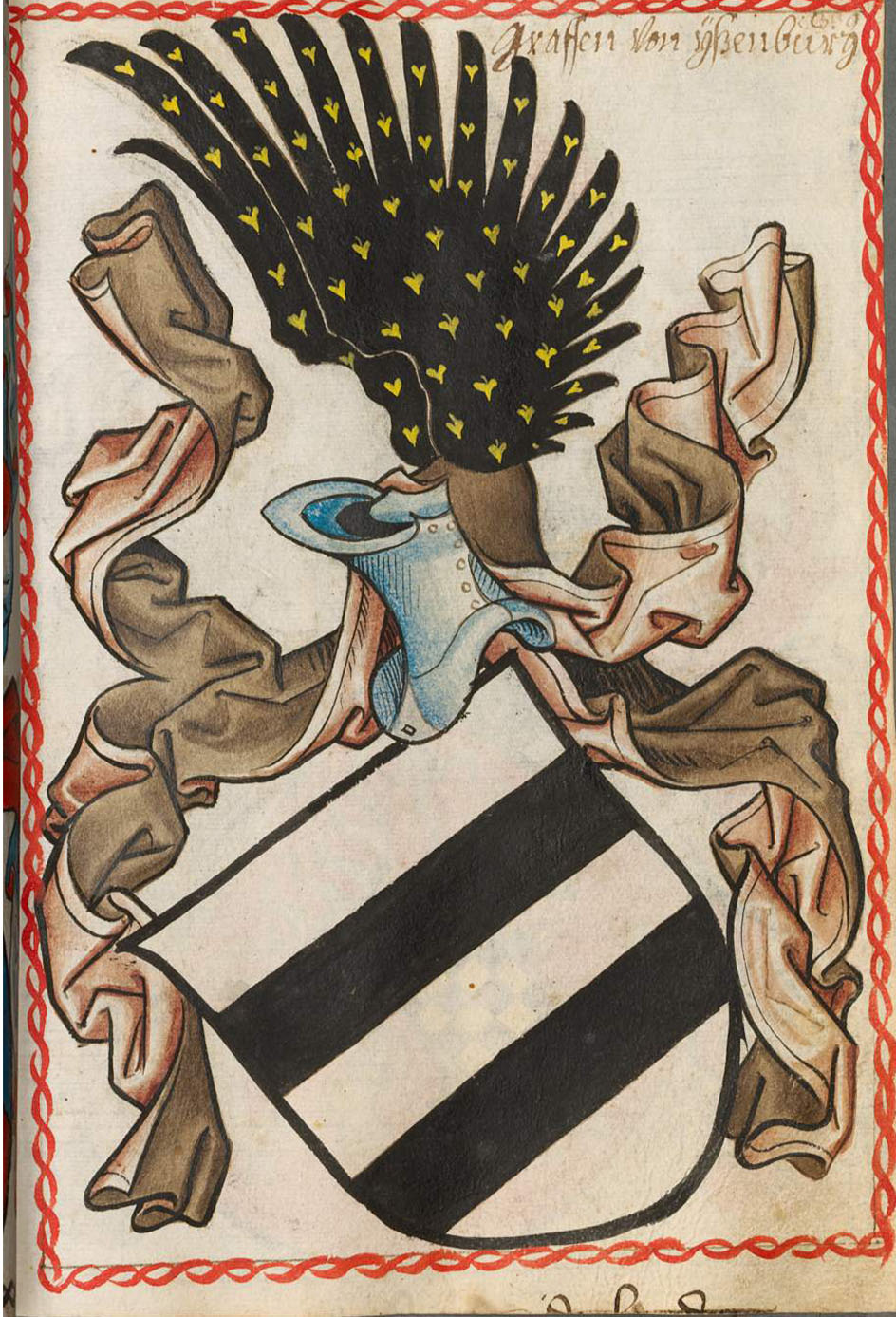
Isenburg
Stolberg
Sayn
Wild- und Rheingrafen
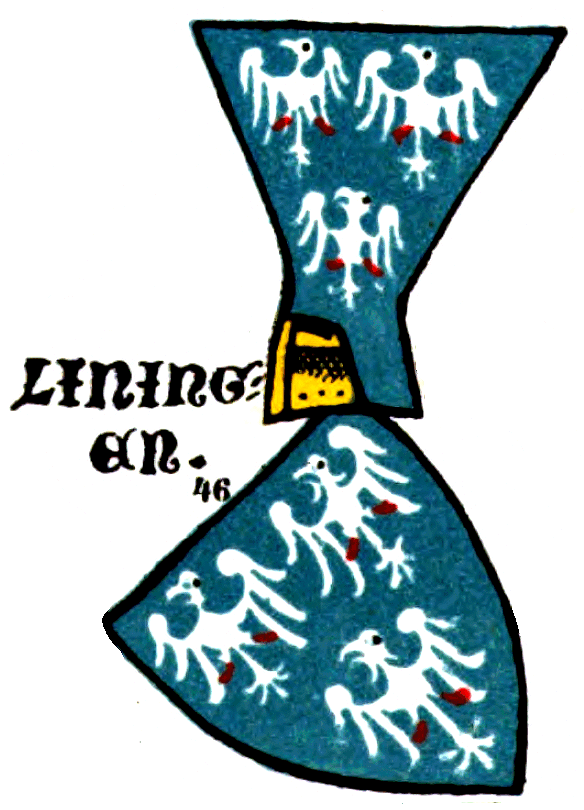
Leiningen
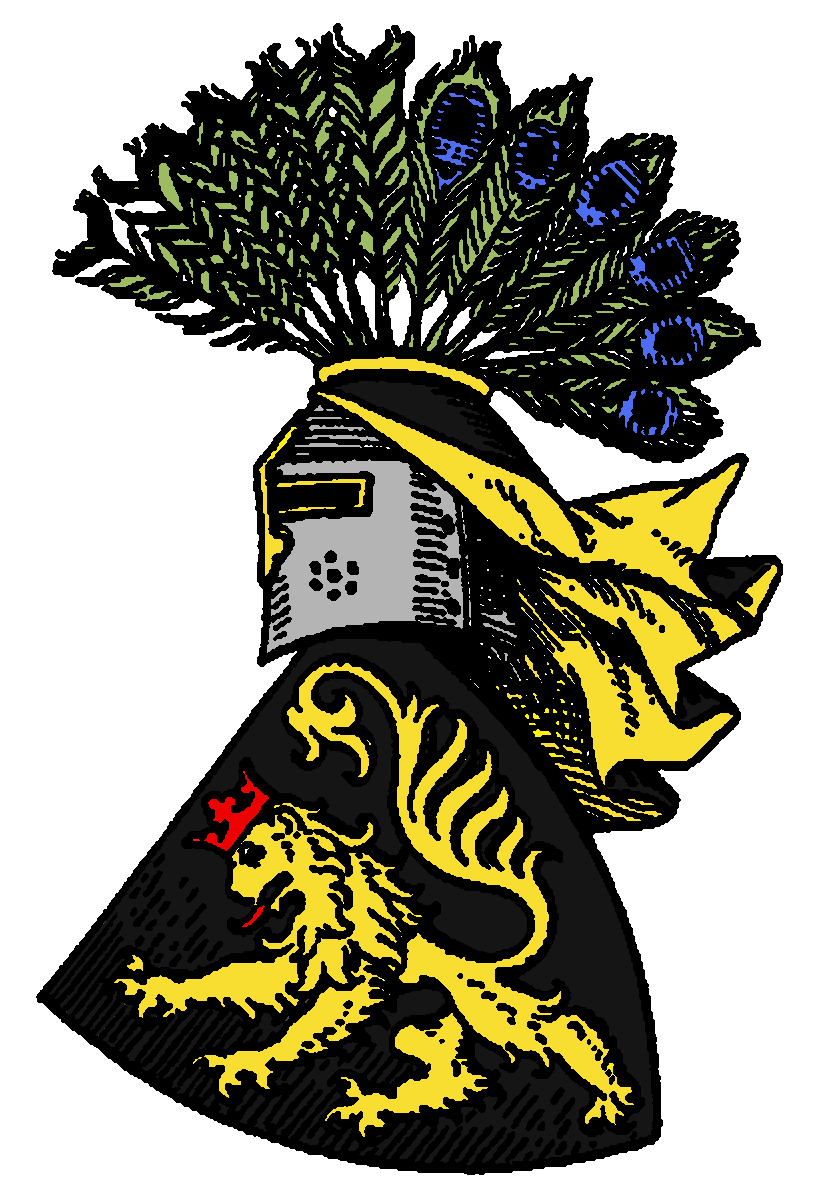
Reußen von Plauen
Schönburg
Ortenburg
Kriechingen
Waldeck
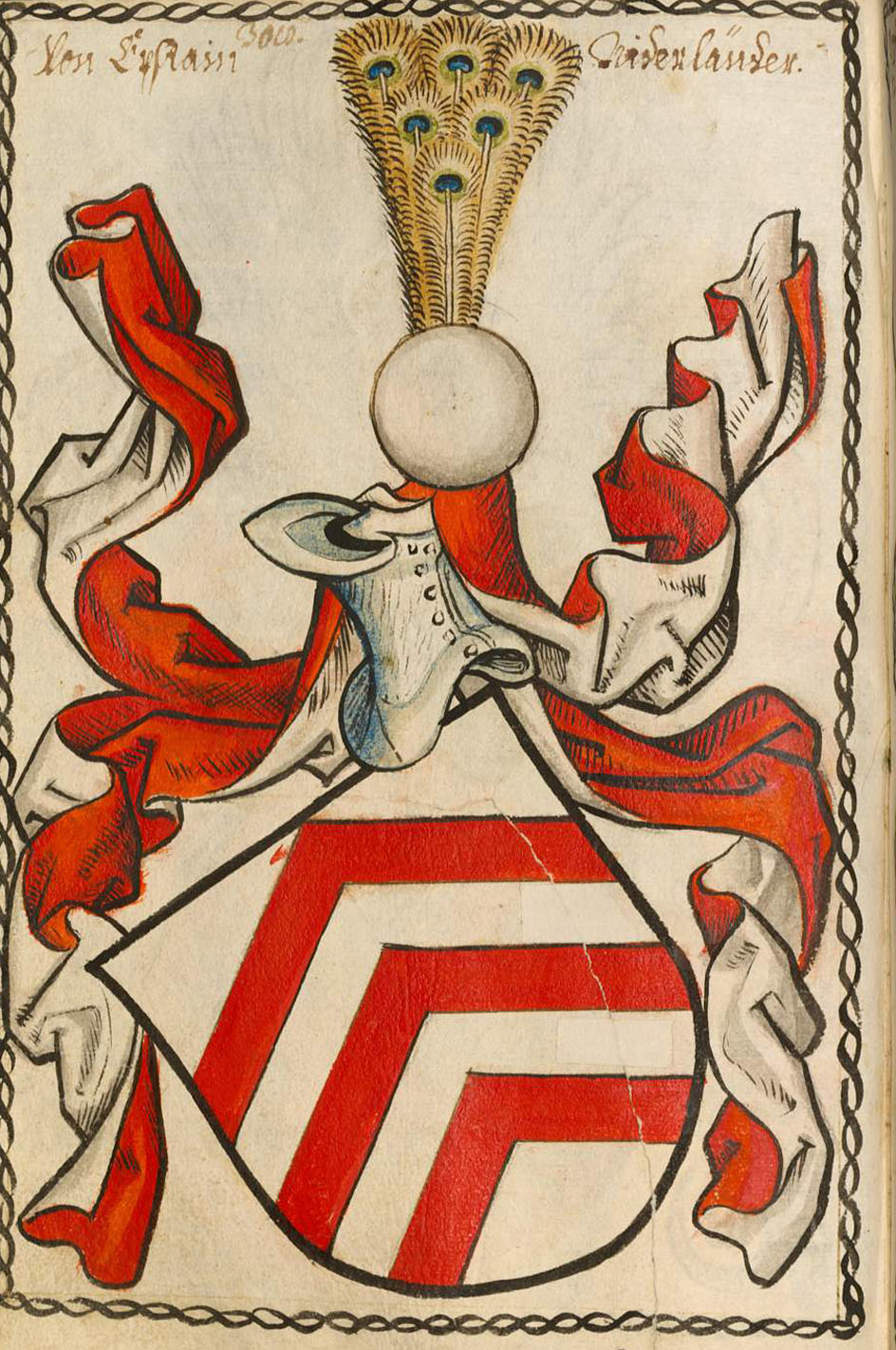
Königstein (Eppstein)
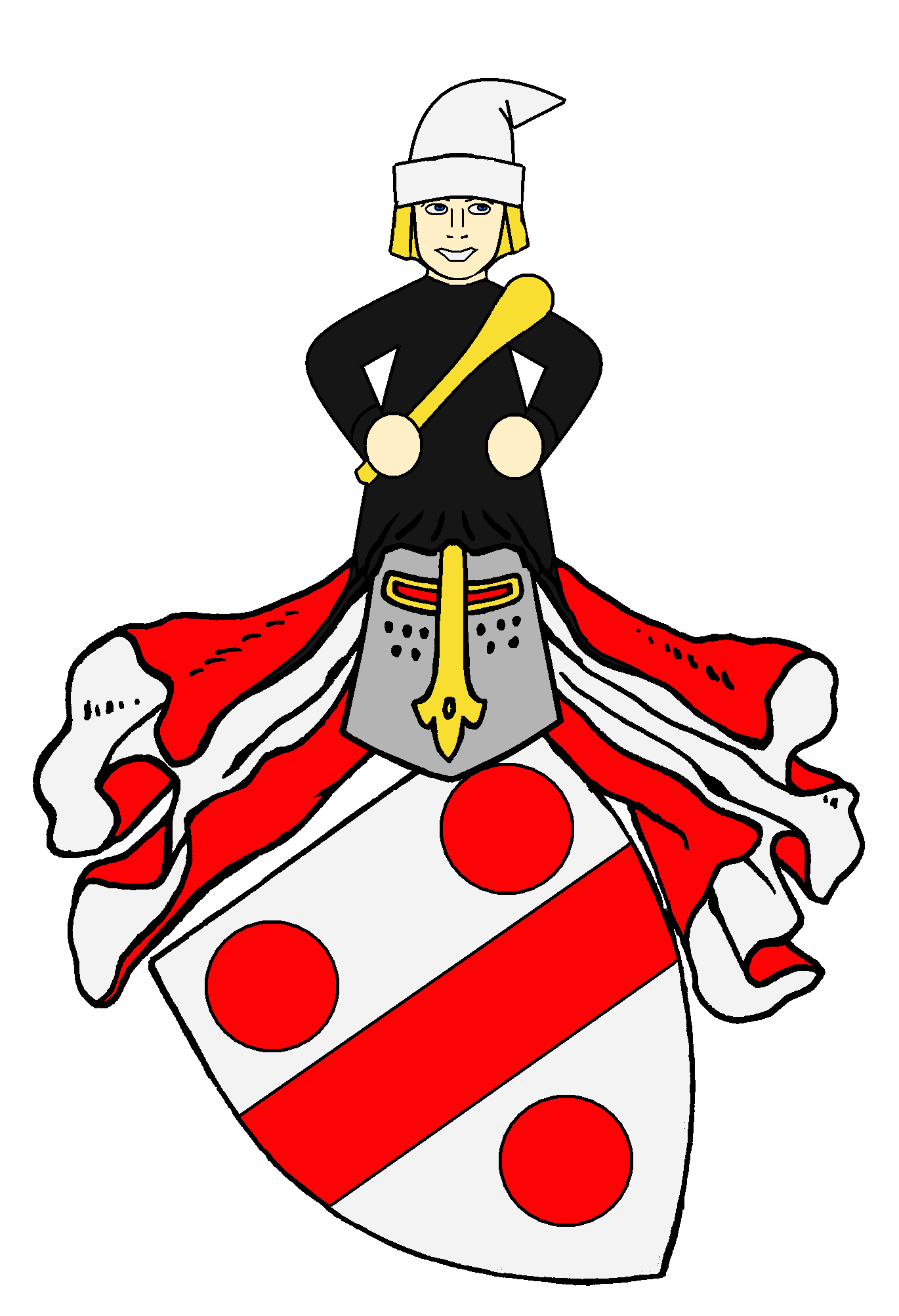
Kolb von Wartenberg

### Die Auflösung des Wetterauischen Reichsgrafenkollegiums
Der Friede von Lunéville vom 9. Februar 1801 und die Abtretung des linken Rheinufers an Frankreich bedeuteten bereits erhebliche Verluste für das Wetterauische Reichsgrafenkollegium:
- Das Gebiet von Hanau-Lichtenberg auf dem linken Rheinufer[Anm. 1] war bereits 1797 von französischen Truppen besetzt worden und wurde nun auch völkerrechtlich an Frankreich (Département Bas-Rhin) abgetreten,
- Nassau-Saarbrücken, Wild- und Rheingraf zu Grumbach und Rheingrafenstein kamen zum Département de la Sarre,
- Leiningen-Hardenburg, Leiningen-Heidesheim, Leiningen-Guntersblum, Wartenberg[Anm. 2] kamen zum Département du Mont-Tonnerre[Anm. 3]
- Kriechingen kam zum Département Moselle.

Im Reichsdeputationshauptschluss vom 25. Februar 1803 wurden die Entschädigungen für die depossedierten Reichsgrafen geregelt. Es erhielten:
- Der Landgraf von Hessen-Kassel die kurmainzischen Ämter Fritzlar, Naumburg, Neustadt und Amöneburg und die Stadt Gelnhausen (§ 7).
- Der Landgraf von Hessen-Darmstadt das kurkölnische Herzogtum Westfalen, die kurmainzischen Ämter Gernsheim, Bensheim, Heppenheim, Lorsch, Fürth, Steinheim, Alzenau, Vilbel, Rockenberg, Haßloch, Astheim, Hirschhorn, die kurpfälzischen Ämter Lindenfels, Umstadt, Otzberg sowie den Rest des Bistums Worms, die Propstei Wimpfen und die Reichsstadt Friedberg (§ 7).
- Der Fürst von Nassau-Usingen (für das Fürstentum Saarbrücken) die kurmainzischen Ämter Königstein, Höchst, Kronberg, Rüdesheim, Oberlahnstein, Eltville, Harheim, Kastel, das kurpfälzische Amt Kaub, den Rest des Kurfürstentums Köln (§ 12).
- Der Fürst von Nassau-Weilburg (für die Grafschaft Saarwerden) den Rest des Kurfürstentums Trier mit den Abteien Arnstein, Schönau und Marienstatt (§ 12).
- Die Rheingrafen vom Hochstift Münster die Reste des Amtes Horstmar, „unter der Bedingung gegen die Fürsten von Salm eine am 26. Oktober vorigen Jahrs übernommene Verbindlichkeit zu erfüllen“ (§ 3).
- Das Haus Leiningen wurde aus der Säkularisationsmasse des Kurfürstentums Mainz entschädigt. Der Fürst von Leiningen mit den Ämtern Miltenberg, Buchen, Seligental, Amorbach und Bischofsheim, dazu mit den ehemals bischöflich-würzburgischen Ämtern Grünsfeld, Lauda, Hardheim und Rückberg, den kurpfälzischen Ämtern Boxberg und Mosbach sowie den Abteien Gerlachsheim und Amorbach; Graf von Leiningen-Guntersblum mit der Kellerei Billigheim; Graf von Leiningen-Heidesheim mit der Kellerei Neudenau; Graf von Leiningen-Westerburg, älterer Linie mit der Abtei Ilbenstadt in der Wetterau; Graf von Leiningen-Westerburg, jüngerer Linie mit der Abtei Engeltal in der Wetterau (§ 20).
- Der Fürst von Wied-Runkel (für die Grafschaft Kriechingen) die kurkölnischen Ämter Neuerburg und Altenwied und die Kellerei Vilmar (§ 21).
- Graf von Wartenberg erhielt die Reichsabtei Rot an der Rot und das Dorf Pleß der säkularisierten Kartause Buxheim. Für die im Reichsdeputationshauptschluss zugunsten Graf von Metternich säkularisierte Benediktinerabtei Ochsenhausen zahlte dieser eine jährliche Rente von 8 150 Gulden an Graf von Wartenberg (§ 24).
- Die Fürsten von Nassau-Usingen, Nassau-Weilburg, Solms-Braunfels, Isenburg-Birstein, Reuß-Plauen-Greiz und Leiningen erhielten eine eigene Virilstimme im Reichsfürstenrat und schieden damit aus dem Wetterauischen Reichsgrafenkollegium aus (§ 32).

Das endgültige Ende des Wetterauischen Reichsgrafenkollegiums war mit der Auflösung des Heiligen Römischen Reiches beschlossen. Mit der Rheinbundakte vom 12. Juli 1806 erfolgten grundlegende Veränderungen. Einige Fürsten traten dem Rheinbund bei, während die übrigen Staaten zugunsten Frankreichs oder der Rheinbundstaaten mediatisiert wurden:
- Der Großherzog von Hessen-Darmstadt, die Fürsten von Nassau-Usingen, Nassau-Weilburg und Isenburg-Birstein waren Signatarstaaten der Rheinbundakte. Die Fürsten von Reuß, älterer Linie zu Greiz, jüngerer Linie zu Schleiz und jüngerer Linie zu Lobenstein traten am 18. April 1807 dem Rheinbund bei, ebenso das Königreich Westphalen am 15. November 1807. Nassau-Weilburg und Nassau-Usingen wurden zusammen mit den rechtsrheinischen Besitzungen von Kurmainz und Kurtrier zum Herzogtum Nassau im Rheinbund vereinigt.
- Der Großherzog von Berg erhielt die Herrschaften Westerburg und Runkel rechts der Lahn (Art. 24).
- Der Großherzog von Baden erhielt das Fürstentum Leiningen, die Vogteien Neudenau und Billigheim[Anm. 4] (Art. 24). Die Fürsten von Leiningen sowie die Grafen von Leiningen, Linie zu Neudenau, und Leiningen, Linie zu Billigheim wurden zu Standesherren mit weitgehenden Sonderrechten in Baden.
- Der Großherzog von Hessen-Darmstadt erhielt Ilbenstadt und die von Stolberg-Gedern besessenen Teile von Königstein sowie Stolberg-Ortenberg, die Gebiete der Grafen von Solms (ohne Hohensolms, Braunfels und Greifenstein), die Grafschaften Wittgenstein und Berleburg (Art. 24).
- Der Landgraf von Hessen-Kassel wurde nicht in den Rheinbund aufgenommen, sein Territorium wurde 1807 zum Kernland des Königreichs Westphalen.
- Die Fürsten von Nassau-Usingen und Nassau-Weilburg erhielten die übrigen Besitzungen von Wied-Runkel und Wied-Neuwied sowie Hohensolms, Braunfels und Greifenstein (Art. 24).
- Der Fürst von Isenburg-Birstein erhielt die Besitzungen von Isenburg-Büdingen, -Wächtersbach und -Meerholz (Art. 24).
- Stolberg-Wernigerode kam 1806 zu Sachsen, 1807 zum Königreich Westphalen. Stolberg-Stolberg fiel 1806 an Preußen.
- Das Amt Horstmar im Besitz der Rheingrafen fiel 1806 an das Großherzogtum Berg, 1810 an Frankreich (Département Lippe).
- Die Grafschaft Schönburg kam 1806 zu Sachsen.[Anm. 5]
- 1805 erhielt Graf Joseph Karl von Ortenburg im Tausch und unter Wahrung all seiner Rechte für seine reichsunmittelbare Grafschaft in Niederbayern das bis 1803 unter fürstbischöflich-bambergischer Landeshoheit stehende Klosteramt Tambach (bei Coburg) als neue Grafschaft. Diese wurde jedoch nur wenige Monate nach dem Tausch 1806 von Bayern mediatisiert.
- 1810 kam Hanau-Münzenberg zum Großherzogtum Frankfurt.